# うくしま (掃海艇)
うくしま（ローマ字：JS Ukushima, MSC-686）は、海上自衛隊の掃海艇。すがしま型掃海艇の6番艇。艇名は宇久島に由来する。旧海軍鵜来型海防艦「宇久」に次いで日本の艦艇としては2代目。2024年11月10日に発生した火災により翌11日に沈没した（後述）。海上自衛隊によると、火災が原因で自衛隊の艦艇が沈没したのは1966年10月以来、2隻目。
本記事は、本艇の艦暦について主に取り扱っているため、性能や装備等の概要についてはすがしま型掃海艇を参照されたい。

## 艦歴
「うくしま」は、平成11年度計画掃海艇386号艇として、USC京浜事業所鶴見工場で2000年5月17日に起工され、2001年9月17日に進水、2003年3月18日に就役し、掃海隊群第2掃海隊（佐世保）に編入された。
2004年4月21日から5月7日までの間、シンガポール周辺海域において実施された第2回西太平洋掃海訓練に掃海母艦「うらが」、掃海艦「はちじょう」とともに参加した。
2009年4月14日から4月27日、長崎県平戸沖漁船転覆事故による行方不明者捜索に参加。
同年6月20日から6月29日、硫黄島周辺海域で平成21年度実機雷処分訓練に参加。
2010年2月26日、佐世保地方隊下関基地隊第43掃海隊に編成替え。
同年9月30日、福岡県苅田港沖で機雷処分作業を実施。
同年11月3日、関門海峡で機雷・砲弾処分を実施。
2012年6月17日から6月21日、硫黄島周辺海域で実機雷処分訓練に参加。
2014年7月18日から7月30日、陸奥湾でアメリカ海軍との掃海特別訓練に参加。
2015年2月1日から2月10日、伊勢湾で平成26年度機雷戦訓練に参加。
同年7月12日午後10時2分、長崎県高島漁港で海に転落した幼児を捜索するため隊員40名を乗せて出港。
同年8月16日午後11時、下対馬南西110㎞から170 kmの東シナ海を北東に航行するウダロイⅠ級ミサイル駆逐艦「アドミラル・パンテレーエフ」、ゴーリン級航洋曳船1隻、ドゥブナ級補給艦1隻を発見した。その後対馬海峡を北上して日本海に入っている。
同年11月20日から11月30日、日向灘で平成27年度機雷戦訓練に参加。
2016年6月17日から6月23日、硫黄島周辺海域で平成28年度実機雷処分訓練に参加。
2018年7月18日から7月30日、陸奥湾にて機雷戦訓練及び日米印共同掃海特別訓練を実施する。
同年8月8日朝5時頃、口永良部島の西約40 kmの海域を東進する中国海軍のジャンカイII級フリゲート2隻、フチ級補給艦1隻による艦隊を発見した。その後、当該艦隊が大隅海峡を東進し太平洋に出たことを確認するまでの間、海上自衛隊阪神基地隊第42掃海隊「つのしま」、第1航空群所属のP-3C哨戒機と共に所要の情報収集・警戒監視を行った。
2022年1月31日に発生した、航空自衛隊飛行教導群（小松基地所在）のF-15DJ（32-8083号機）墜落事故に対し、現地海面で海中捜索活動に従事。捜索には航空自衛隊のU-125A 救難捜索機、UH-60J 救難ヘリコプター、海上自衛隊のヘリ搭載護衛艦「ひゅうが」、ミサイル護衛艦「みょうこう」、護衛艦「せんだい」、ミサイル艇「うみたか」、潜水艦救難艦「ちはや」、水中処分母船1号型「YDT-01」、UP-3D 多用機、MCH-101 掃海・輸送ヘリコプター、SH-60K 哨戒ヘリコプター、海上保安庁の巡視船「はくさん」、巡視艇  「かがゆき」、巡視艇「あさぎり」、小松基地と陸上自衛隊金沢駐屯地からそれぞれ派出された地上捜索部隊も参加している。
2024年11月10日に発生した火災により、同11日8時34分ごろ沈没した（後述）。
最終時は下関基地隊第43掃海隊に所属し、定係港は下関であった。

## 火災による沈没
2024年11月10日、下関基地を出港し志布志港に向け福岡県宗像市大島の北約2kmの沖合を航行中の9時40分ごろに機械室（エンジンルーム）から火災が発生。火元はエンジンとみられ、海上保安庁第七管区海上保安本部（北九州）に「エンジンルームから火災が発生し、1人取り残されている」と通報した。その後、到着した掃海艇「とよしま」が横付けし、海上保安庁や「とよしま」乗員と共同で消火・救助作業を実施した。取り残されたのは33歳の男性機関員（3等海曹）で、それとは別の20代男性乗員が煙を吸って喉の痛みを訴えたため、海上保安庁が宗像市の漁港まで搬送し、救急隊により病院に搬送されたが命に別条はなかった。14時ごろに一度鎮火したが、14時50分頃に再燃が確認され延焼し、消火困難となったため、15時45分ごろに総員退艇命令が出された。行方不明者を除く乗員は錨を入れるなど漂流防止を行ったのち、「とよしま」に移乗した。22時以降も巡視船などにより外部からの消火活動を実施し、その後11日0時5分ごろに転覆し、船尾が沈み船首で浮く形となり結果的に鎮火した。その後、同日8時34分ごろに沈没した。沈没直前の午前7時時点での位置は、北緯33度54分98、東経130度23分58であった。12月27日、海上自衛隊は現場周辺の海底で25日に見つかった人骨が行方不明の機関員のものだと確認されたと発表した。6月7日、船体を現場海域から引き揚げた。水深約50メートルに沈んだ船体にワイヤをくくりつけ、海自から委託を受けた民間のサルベージ船がクレーンで徐々に引き揚げた。海面近くまで吊り上げてから「浮きドック」に載せ、排水しながら海面に浮かび上がらせた。今後、浮きドックで下関港（山口県）に運び、台船に載せ替えてから佐世保港（長崎県）へ運搬する予定。出火原因はわかっておらず、火元とみられているエンジンルームなどの分析を進める。
火災で沈没した海上自衛隊の艦艇は、特務艇「高速13号」以来2例目である。